# Dick Whittington and His Cat

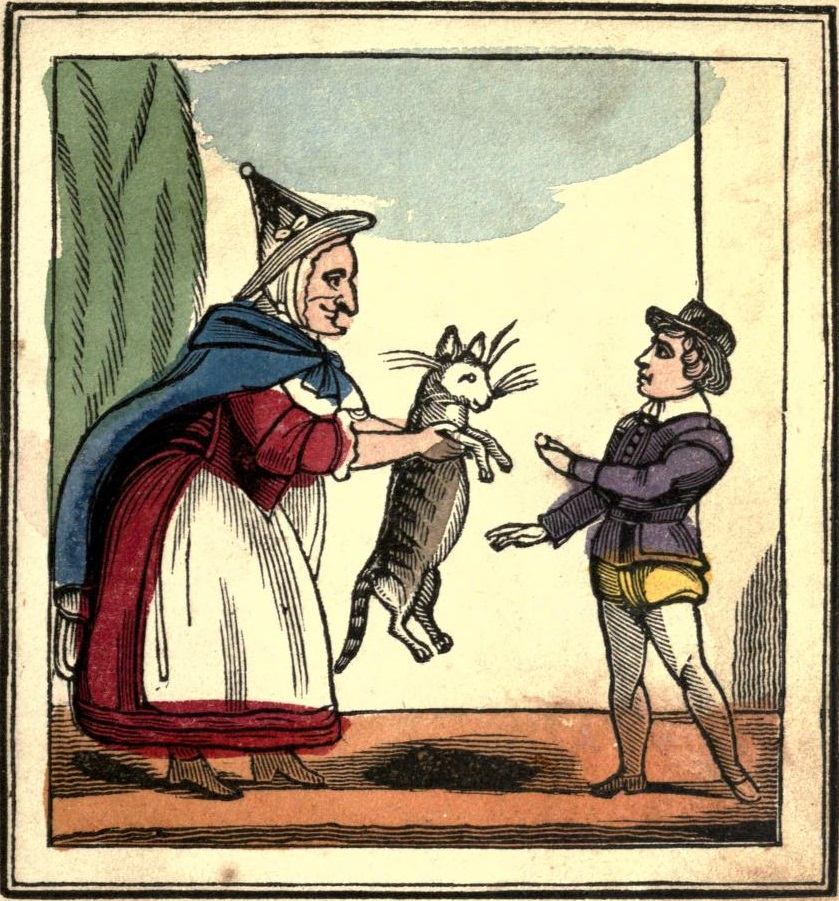
Dick Whittington le compra un gato o gata a una mujer.
—Recorte de color de un libro infantil publicado en Nueva York, c. 1850 (edición de Dunigan).

Dick Whittington and His Cat («Dick Whittington y su gato») es una leyenda del folklore inglés que rodea al verdadero Richard Whittington (c. 1354-1423), rico mercader y posteriormente alcalde de Londres. La leyenda describe su ascenso desde una infancia pobre gracias a la fortuna que hizo con la venta de su gato o gata a un país infestado de ratas. El verdadero Whittington, sin embargo, no provenía de una familia pobre, y no hay evidencia convincente que dé soporte a las historias sobre el gato o gata, o incluso si Whittington era dueño de una o no.
Otro elemento de la leyenda es que Dick intentó una noche huir de su servicio como pinche (auxiliar de cocina), dirigiéndose a su casa (o según una tradición posterior yendo a Highgate Hill), pero fue disuadido por el sonido de las campanas de la Iglesia de St Mary-le-Bow (en la antigua calle Cheapside en Londres), que prometían que un día sería alcalde de Londres.
Desde la época pre-victoriana, la historia ha sido un tema favorito de la pantomima británica, especialmente durante la temporada de Navidad.

## Resumen
Las historias escritas sobre Whittington y su gato datan de principios del siglo XVII, más de 150 años después de la muerte del Whittington histórico. De una obra de teatro (1604-1605) y una balada (1605) se conoce solamente su nombre; la balada del escritor Richard Johnson de 1612 es la pieza sobreviviente más antigua en referirse a Whittington haciendo su fortuna con su gata. Esta primera balada ya contiene la tradición de que Whittington huyó del servicio de pinche de cocina y viajó hacia su casa, pero fue llamado de vuelta por las campanas de Londres que predijeron su futuro como alcalde.
La versión en prosa más temprana conocida es The Famous and Remarkable History of Sir Richard Whittington by "T. H." («La Famosa y Notable Historia de Sir Richard Whittington" de "T. H."») (Thomas Heywood), publicada en 1656 en forma de chapbook, que especificaba que las campanas eran las de la Iglesia de Bow (St Mary-le-Bow), y que el chico las escuchó en el cementerio de Bunhill (en Islington). Chapbooks comunes de un período posterior describían que el chico llegó hasta Holloway en la noche en que huyó. Los vínculos con este pueblo no han sido corroborados en el folclore o la literatura tempranos, y se cree que es una invención del siglo XVIII. Con todo, basándose en esta tradición, se cree comúnmente que la famosa Piedra Whittington al pie de la colina Highgate es el lugar donde Dick Whittingon se detuvo y escuchó las famosas campanas.
La historia fue adaptada a una obra de títeres por Martin Powell a principios del siglo XVIII. Posteriormente ha sido interpretada como pantomimas escénicas y obras infantiles. También ha sido recontada como un cuento infantil por un número de editoriales y escritores hasta el día de hoy.
Existen varios análogos extranjeros y medievales que exhiben el motivo literario (categorizado como motivo de la «gata de Whittington», N411.2), en el que un héroe obtiene riquezas vendiendo un gato, típicamente en un lugar infestado de roedores que lo necesitan desesperadamente. El cuento está catalogado como cuento Aarne-Thompson (AT) tipo 1651, «Gato de Whittington».

## Sinopsis
El siguiente resumen ofrece una comparación de tres fuentes textuales:
- B = balada de Johnson,[1]
- H = prosa de Heywood, firmada por T. H. (ed. Wheatley);[a][2]
- C = chapbook tardío (impresión de los siglos XVIII y XIX por J. Cheney):[3]

### Hacia Londres
Dick Whittington era un pobre niño huérfano, que languidecía en Lancashire (B), o en algún lugar sin nombre del país (H, C). Se puso en marcha hacia Londres para buscar fortuna (B, H, C), atraído por el rumor de que sus calles estaban pavimentadas con oro (C), pero pronto se encontró con frío y hambre, y se quedó dormido en la puerta de la casa de un rico mercader llamado Fitzwarren (H, C). Fitzwarren le dio alojamiento y lo contrató para ser el pinche de la cocina (B, H, C).

### Dick y su gata
En las versiones en prosa, sigue un relato del gato o gata de Dick Whittington, mientras que en la balada este relato es precedido por el episodio de la huida de Dick y las campanas de la iglesia.
En la leyenda en prosa, Dick es alojado en la buhardilla de los Fitzwarren (H, C), que estaba infestada de ratas y ratones (H, C), pero Dick tenía un gato o gata (B, H, C), que según las versiones en prosa había comprado por un centavo que había ganado limpiando zapatos (H, C).La gata controló su problema de roedores, lo que le convirtió en un compañero indispensable.
Cuando Fitzwarren organizó una expedición comercial enviando el barco mercante Unicornio (H), la gata de Dick fue «enviada» a esta misión para ser vendida con fines de lucro en el extranjero (B, H, C). Las versiones también difieren en cuanto a las circunstancias: o bien Dick renunció a la gata por voluntad propia, esperando que su venta en un país extranjero pudiera darle una «reserva de oro» para el cumplimiento del presagio de las campanas (B), o bien, Dick se vio obligado a hacerlo por Fitzwarren, que mantenía una regla firme de que todos quienes vivieran bajo su techo debían poner algún artículo de valor en la aventura, con los debidos dividendos procedentes de lo producido (H, C).

### Huida, y las campanas repicando
Dick se desilusionó con la suerte del pinche e intentó huir, ya sea porque solamente recibía alojamiento y comida por su trabajo pero se le negaba un salario (B), o bien porque la criada de la cocina (H) o la cocinera llamada Sra. Cicely (C) lo insultaba y le golpeaba más allá de lo que podía tolerar. Huyó hasta incluso el cementerio de Bunhill (H) o hasta Holloway (C), donde escuchó las «Campanas de Londres» (B), «campanas de Bow» (C), o las campanas de la «Iglesia de Bow» (H), que parecían estar diciéndole: 
"Turn again Whittington, Lord Mayor of London" (H).
«Regresa nuevamente Whittington, Alcalde de Londres» 
lo que lo persuadió de volver sobre sus pasos. (La redacción del mensaje de las campanas difiere ligeramente según la fuente textual).

### De mendigo a millonario

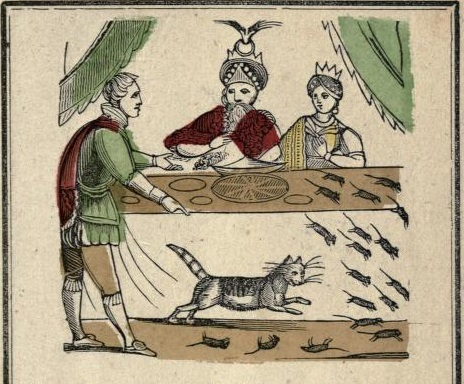
La gata de Dick libra de los ratones al rey de Berbería.

El barco se desvió de su curso hacia la costa berberisca, donde el rey moro compró todo el cargamento a cambio de otro cargamento de oro, e insistió en entretener a los comerciantes ingleses con un festín. Sin embargo, el banquete se vio plagado de ratas y ratones, por lo que el «factor» (agente comercial) inglés informó a sus anfitriones de que estaban en posesión de una criatura que podía exterminar tales alimañas (H, C). Así, la gata de Dick Whittington fue inmediatamente puesta a prueba, cazando y matando a los roedores. Los moros, todavía más complacidos al saber que la gata estaba preñada, pagaron más (H) (o diez veces más [C]) por la gata que por el resto de la carga combinada.
El barco regresó a Londres y Fitzwarren, que fue informado del éxito de la empresa (en su casa de Leadenhall [H]), convocó al mancillado pinche Dick Whittington a la sala (H) (o sala de conteo [C]) y lo sentó en un asiento, dirigiéndose a él de manera digna como Maestro (H) o Sr. Whittington. Dick se molestó al principio porque creía que esto se hacía en broma, pero Fitzwarren insistió en que todo era en serio, explicando que los dividendos del barco ahora hacían de Dick un hombre más rico que él (C, H). Dick se casó con la hija de su antiguo amo, Alice Fitzwarren (C, H), y se hizo socio de su suegro en su negocio (H). Con el tiempo, Whittington se convirtió en alcalde de Londres tres veces, tal y como habían predicho las campanas. Los actos de caridad de Whittington incluyeron la construcción de un colegio, una iglesia (B, H, C), y la prisión de Newgate (B, H, C). También quemó los bonos que poseía, que la Corona había emitido para financiar la guerra (B, H).

## La Piedra de Whittington

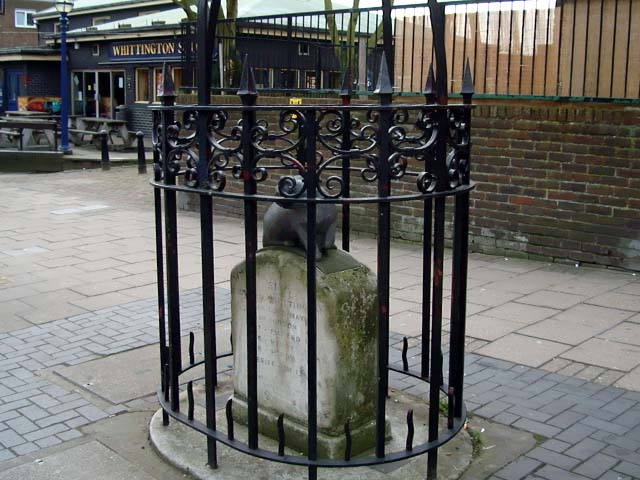
La Piedra de Whittington es una piedra monumental de 1821 y una estatua de un gato al pie de la calle Highgate Hill, en Archway, Londres.

Hoy en día, en Highgate Hill frente al Hospital Whittington, hay una estatua en honor a la legendaria gata de Whittington en el sitio donde, según versiones tardías de la historia, las distantes Campanas de Bow Bells llamaron al joven Dick a Londres para reclamar su fortuna. La estatua de la gata fue colocada sobre la Piedra de Whittington más tarde, en 1964.
El sitio de la Piedra de Whittington se encuentra dentro de los confines de «Upper Holloway» según escritores del siglo XIX, lo que se corresponde con algunos chapbooks que dicen que el chico se escapó hasta «Holloway».
No está claro hasta qué punto se puede datar este punto de referencia. El biógrafo de Whittington, Lysons, creía que había estado allí como un marcador durante «muchos siglos», incluso si en realidad eran solamente los restos de una vieja cruz de los que únicamente quedaba el zócalo o la base, como algunos habían sugerido. Henry B. Wheatley argumentó que la asociación de Whittington con «Holloway» debe haber sido un adorno posterior, ya que no aparece en el primer texto de T. H. —en el que el muchacho solamente llega hasta Bunhill, justo al norte de Londres—. Por lo tanto, no cree que la piedra pueda ser fechada ni de lejos de forma contemporánea a la vida de Whittington, si bien admite que una presunta piedra fue removida en 1795, de modo que la tradición es anterior a la reubicación del Colegio Whittington en Highgate.
Wheatley también observó que Holloway estaba a tal distancia que habría sido difícil para un chico llegar allí a pie y regresar a la mañana siguiente, y que apenas estaba al alcance de las campanas de la Iglesia de Bow.

## Historia de publicación

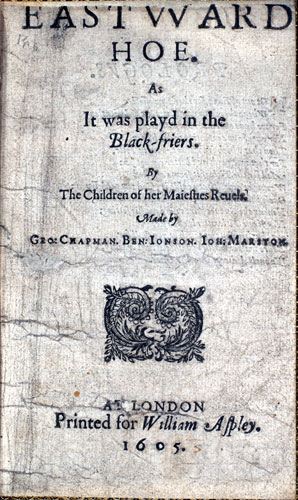
Página de título Eastward Hoe de 1605.

La primera instancia registrada de la leyenda en forma escrita es una notificación de registro con fecha de 1604-1605 para una obra teatral.
El drama The History of Richard Whittington, of his lowe byrth, his great fortune («La historia de Richard Whittington, de su nacimiento de baja estirpe, su gran fortuna») fue licenciada para el escenario en 1604-1605. Basándose en la única evidencia que queda, que proviene del libro de registro Stationers' Registers («Registros de la Stationers»), no hay ninguna prueba fuera de toda duda de si la obra describía el ascenso de Dick del «nacimiento de baja estirpe» por medio de una gata, pero se considera probable, ya que una obra del período contemporáneo titulada Eastward Hoe (1605) hace una asociación explícita con el gato con el verso: «Cuando la famosa fábula de Whittington y su gato sea olvidada». Este verso también es la primera referencia literaria existente de Whittington y su gata.

### Balada
A partir del Stationers' Registers de 1605 se sabe también que existió una balada perdida. Menciona «A ballad, called The vertuous Lyfe and memorable death of Sr Ri: Whittington mercer sometymes Lo. Maior of the honorable Citie of London» («Una balada, llamada La vida virtuosa y la memorable muerte de Sr Ri Whittington, mercero ocasional, Alcalde de la honorable ciudad de Londres») con licencia del 16 de julio de 1605 para ser impresa por John Wright. El texto completo más antiguo sobreviviente de la leyenda en cualquier forma es la balada escrita por Richard Johnson sobre el tema. La pieza de 17 octavas, incluida en la «Crowne Garland of Goulden Roses»' de Johnson (1612), comienza con los siguientes versos:

Aquí debo narrar los elogios / del respetable Whittington...

Esta balada de 1612 ya contiene la tradición de que el héroe intentó huir de su servicio como pinche de cocina y se dirigió hacia «su país», pero fue persuadido de abortar su huida cuando las campanas de Londres le dieron señales para que regresara, pareciendo decirle «Whittington, regresa» y pronunciando el presagio de que en algún momento se convertiría en «Lord Alcalde». La balada continúa narrando que Whittington tenía un pasado muy humilde trabajando como pinche de cocina, pero que «tenía una gata... y por ella obtuvo sus riquezas». Esta balada era cantada con la melodía de Dainty come thou to me («Dainty ven a mí»). Chappell incluye la notación musical de una melodía que acompañaba a la balada de Richard Whittington, que él sugiere puede ser la misma que Dainty.
De fecha intermedia hay una versión titulada An Old Ballad of Whittington and his Cat («Una vieja balada de Whittington y su gata»), impresa y vendida en Aldermary Church Yard, Londres, con fecha de 1750(?). Un ejemplar pertenece a la biblioteca Bodleiana (legado de la colección Francis Douce),  y en los Estados Unidos, a la Biblioteca Huntington, y a la Universidad de Yale. Estos ejemplares muestran las mismas ilustraciones xilográficas. Una edición posterior, fechada en 1773, formó parte de la Colección Roxburghe de Baladas Broadside.
Se han hecho otras impresiones de baladas broadside (baladas que eran publicadas en volantes) en el siglo XIX. Una versión titulada London's Glory and Whittington's Renown; o, A Looking-Glass for Citizens of London, impresa para R. Burton en el Horse-Shoe, en West Smithfield, c. 1650, ha sido reimpresa de la colección Roxburghe. Otra es una balada broadside publicada en Londres por J. Pitts (entre 1802 y 1819).

### Primera versión dechapbook

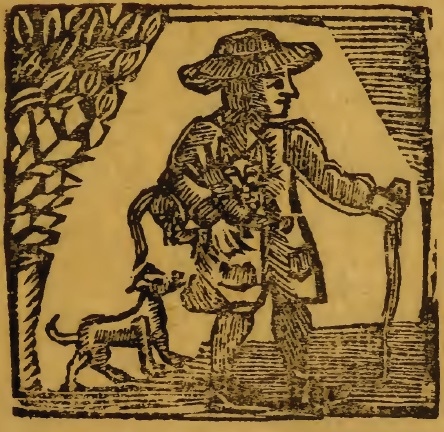
Portada de la The Famous and Remarkable History of Sir Richard Whittington, Three Times Lord-Mayor of London («Famosa y Notable Historia de Sir Richard Whittington, Tres Veces Alcalde de Londres») (1770), Thomas y John Fleet, impresores.
—Boston Public Library.

La historia también se ambientó en prosa, especialmente en forma de chapbooks comunes.
La Famosa y Notable Historia de Sir Richard Whittington por "T. H." (primera edición, 1656) es la versión existente más antigua del cuento en forma de chapbook, según la estimación de su editor Henry B. Wheatley. La identidad del autor aparece solamente como «T. H.», pero la obra es atribuible a Thomas Heywood.  Heywood ciertamente conocía la historia de la gata, ya que es mencionada por los personajes de su obra If You Know Not Me, You Know Nobody («Si no me conoces, no conoces a nadie»), de 1606.

### Otroschapbooks
Aparecieron otras ediciones de chapbooks, como uno que data de 1730. Tal vez el último ejemplo de chapbook sea The Adventures of Sir Richard Whittingon, impreso por J. Cheney, 1788-1808, que es citado en su totalidad por Wheatley en su introducción. Los chapbooks posteriores contienen adornos, como el que Londres sea una ciudad con la reputación de estar pavimentada con oro, o que el niño llegue hasta Holloway, que está varias veces más lejos (que Bunhill).
La localización en Holloway o en Highgate Hill que aparecía en los chapbooks comunes no aparece en ninguna de las versiones tempranas, y Wheatley creía que era una invención del siglo XVIII. Holloway queda situada en una dirección históricamente inconsistente ya que se encuentra en el norte, lo que contradice la tradición de que el chico estaba huyendo hacia su casa,en tanto que el verdadero lugar de origen de Whittington es Gloucester, que se encuentra al oeste.

### Impresiones modernas
El artista George Cruikshank publicó una versión ilustrada de la historia alrededor de 1820. El australiano Joseph Jacobs imprimió una versión que es un compuesto de tres textos de chapbook en sus English Fairy Tales («Cuentos de Hadas ingleses») (1890).
Ring Out Bow Bells! (1953) de Cynthia Harnett, es un recuento de la leyenda, como lo es la adaptacioó titulada Dick Whittington and His Cat, escrita por Oscar Weigle y publicada por Wonder Books.

## Orígenes

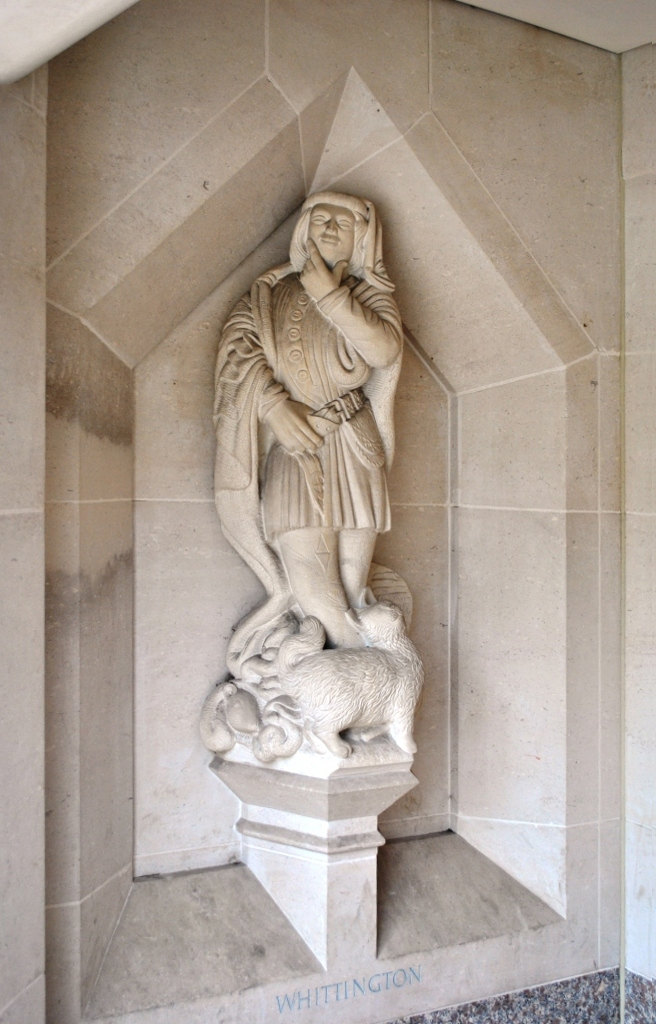
Dick Whittington and His Cat, una escultura en Guildhall, Londres.—Laurence Tindall (1999).

La historia está vagamente basada en la vida de Richard Whittington. Aunque Alice Fitzwarren, el amor de Dick en la obra, lleva el nombre de la esposa real de Richard Whittington, la historia de la gata no puede ser rastreada a ninguna fuente histórica temprana, y no hay suficiente evidencia de que Whittington haya tenido un gato.
No se sabe cómo la historia de la gata llegó a estar ligada a Whittington. Se ha sugerido que la gata puede ser una corrupción de la palabra achat francés que significa «compra», (Henry Thomas Riley), o que puede venir de la palabra «cat», otro nombre que se le daba a barcos que transportaban carbón y que Whittington pudo haber utilizado en su negocio, (Samuel Foote), pero estas explicaciones han sido minimizadas como inverosímiles por parte de comentaristas posteriores.
El retrato de Whittington y su gata en el frontis del libro (hecho por Renold Elstracke) probablemente data de alrededor de 1605, y no es previo a los tiempos de las primeras adaptaciones literarias, pero comentaristas se han esforzado en demostrar que varias piezas de arte y arquitectura podrían ser alusiones a la leyenda de Dick Whittington y su gata que son anteriores a principios del siglo XVII.

## Paralelos
Varios anticuarios han notado similitudes con cuentos extranjeros de origen medieval, que hablan de un personaje que hace su fortuna vendiendo su gato en el extranjero. El motivo fue catalogado más tarde como «Whittington's cat» (N411.2) en el esquema del índice de motivos de Stith Thompson.
Stith Thompson señaló en su libro seminal The Folktale que el cuento se remonta a una versión literaria escrita en el siglo XII, alrededor de 1175, que más tarde se adjuntó al personaje de Dick Whittington.
Cabe señalar dos ejemplos italianos. Uno es el de Lorenzo Magalotti (m. 1732), sobre un mercader del siglo XVI, Ansaldo degli Ormanni, que hizo su fortuna vendiendo su gato al rey de la isla de Canarias. Otro, la Novella delle Gatte («Historia de las gatas») contada por Piovano Arlotto (m. 1484), fue publicada en la colección de dichos (Facetiae) que se le atribuye.
Un cuento similar «también se encuentra en una crónica alemana del siglo XIII», pero el cuento está localizado en Venecia, Italia. Alberto de Stade en su Chronicon Alberti Abbati Stadensis, escribiendo sobre los eventos de 1175, se desvía hacia un cuento legendario que involucra a dos antiguos ciudadanos de Venecia. El hombre rico a punto de montar una expedición comercial ofrece tomar un envío de mercancía del hombre pobre (que solamente podía permitirse dos gatos), y se obtiene un gran beneficio para recompensar al amigo pobre. Keightley, que identificó el cuento como un paralelo de Whittington, dijo que la leyenda «era aparentemente antigua en Italia», aunque nada es seguro más allá de que se conociera en el siglo XIII.
Una historia persa localizada alrededor de Keish (Isla de Kish), cuenta sobre el hijo de cierta viuda que vivió en el siglo X y que hizo su fortuna en la India con su gato. Este cuento aparece en el Tarik al-Wasaf (Tārīkḣ-i Waṣṣāf), una crónica del siglo XIV. La similitud fue señalada por James Morier, Second Journey (1818), y por William Gore Ouseley, Travels (1819).
Una fuente conveniente de los paralelos es la obra del irlandés Thomas Keightley (m. 1872), quien dedicó el capítulo VII de sus Tales and Popular Fictions («Cuentos y Ficciones Populares») (1834) al tema, presumiendo de incluir la más grande compilación de tales paralelos jamás hecha, aunque no fue el primero en tomar nota de los paralelos en forma publicada.
Whittington and his Cat figura como uno de los análogos agrupados en la categoría de cuentos de Grimms KHM 70, Die drei Glückskinder (Los tres hijos de la fortuna) en la obra de Bolte y Polívka Anmerkungen. La lista organiza cuentos folclóricos paralelos por diferentes idiomas (incluyendo ediciones en neerlandés y alemán de Whittington and his Cat).
Stith Thompson sugiere que el cuento ha migrado a Indonesia por vía de la transmisión oral y que parece ser popular en Finlandia.
Otro paralelo podría encontrarse en El Gato con Botas.

### Tipo de cuento
En el folklorismo moderno, cuentos con la misma estructura de trama se clasifican bajo el tipo de cuento de  Aarne-Thompson (AT) 1651 Whittington's Cat (gata de Whittington). Ejemplos de este tipo de cuento no tienen por qué incluir un gato, y quien ayuda al protagonista puede ser sustituido por el ángel San Miguel o San José.

## Producciones escénicas
La historia ha sido adaptada para marionetas, la ópera, el teatro y la pantomima.

### Marionetas
Hay una documentación temprana sobre la representación en marionetas de la leyenda, que data del diario de Samuel Pepys del 21 de septiembre de 1668, que dice: «A la Feria de Southwark, muy sucio, y allí vi el espectáculo de títeres de Whittington, que fue muy bonito de ver».
En Covent Garden, representaciones de Whittington and his Cat eran realizadas por el titiritero Martin Powell (fl. 1710-1729). Powell fue un exitoso hombre de espectáculo, con tal atractivo que la iglesia parroquial de San Pablo se vaciaba de su congregación durante las horas de oración cuando sus obras empezaban. Un anuncio del espectáculo de marionetas aparece copiado en Groans of Great Britain, alguna vez acreditado a Daniel Defoe pero desde entonces atribuido a Charles Gildon (m. 1724), con una descripción de algunos de los muchos personajes y elementos añadidos ajenamente:

En el Teatro Punch en la Pequeña Piazza, Covent-Garden, esta noche se presentará un espectáculo llamado "The History of Sir Richard Whittington", mostrando su ascenso de escudero a alcalde de Londres, con los cómicos humores de la vieja Madge, la alegre camarera, y la representación del mar, y la Corte de Gran Bretaña, concluyendo con la Corte de Concejales, y "Whittington Lord-Mayor", honrado con la presencia de K.] Hen. VIII. y su reina Anna Bullen, con otras divertidas decoraciones propias de la obra, a partir de las 6 en punto.

La obra de marionetas Whittington and his Cat fue revisada por un corresponsal anónimo en The Spectator, Nº 14, con fecha 16 de marzo de 1711, poco después de que se estrenara. Incluía al personaje de Polichinela (de los espectáculos Punch y Judy) como en todas las obras de marionetas de Powell. Polichinela (Punch) bailaba un minué con un cerdo entrenado en la escena de apertura, y también declamaba su «Reflexiones sobre los franceses», lo que constituía una violación de «la Moral», como lo era mostrar al Rey Harry (Enrique VIII de Inglaterra) apoyando su pierna sobre su reina de una manera inmodesta. Poco más se puede deducir de la representación, excepto que el papel del héroe (es decir, el papel de Punch/Polichinela) era interpretado en voz alta y chillona, al igual que el protagonista de la ópera italiana Rinaldo y Armida, la obra rival en ese momento en Covent Garden que el crítico anónimo criticaba simultáneamente. El crítico concluye «como el ingenio y agudeza de ambas piezas es igual, debo preferir... al Sr. Powell, porque está en nuestro propio idioma».

### Ópera
Una producción de ópera que nunca llegó a realizarse fue tema en el artículo de Joseph Addison en The Spectator (1711). Addison afirma que fue «se me informó creíblemente de que hubo una vez un Diseño de casting para una ópera sobre la historia de Whittington and his Cat, y que para ello se había reunido una gran cantidad de ratones», pero que Christopher Rich, que era el propietario del teatro (administraba varios, incluyendo el teatro Drury Lane), objetó que los roedores una vez liberados no serían capturados de nuevo en su totalidad.
Posteriormente, Whittington and his Cat, una ópera escrita por Samuel Davey, se presentó en el Teatro de Smock Alley en Dublín, en 1739.
La ópera Whittington, con música de Jacques Offenbach y texto en inglés de H. B. Farnie fue producida por primera vez en el Alhambra Theatre en la Navidad de 1874-75,  y en 1895 la opéra-comique Dandy Dick Whittington escrita por George Robert Sims y compuesta por Ivan Caryll fue representada en el Teatro de la Avenida en West End.

### Pantomima
En el Reino Unido, a diferencia del resto del mundo, la pantomima se refiere a una forma de producción escénica de comedia musical dirigida a las familias y típica de la temporada de Navidad y Año Nuevo, caracterizada porque se anima a la audiencia a cantar y a gritar cosas a los actores. La primera versión pantomímica de la historia fue en 1814, protagonizada por Joseph Grimaldi como la Dama Cicely Suet, la cocinera.
Ella Shields (Teatro Camden, 1907), Sybil Arundale (Teatro Real, Birmingham, 1908), y Helen Gilliland (Lyceum Teatre, 1925) se encuentran entre las actrices que han interpretado al principal boy (lit. 'niño principal', nombre que se le da a los protagonistas varones en las pantomimas), es decir, a Dick. El reparto en otras producciones se enumera a continuación.
El gato de Dick ha recibido los nombres de Thomas, Tommy, Tommy Tittlemouse (1890), o Mouser (1908). y así sucesivamente.
En la pantomima se ha introducido a un archienemigo, el Rey Rata (o Rey de las Ratas), así como la habitual hada de la pantomima, el Hada de las Campanas, personificando a las campanas de Londres. Una mención temprana del Rey Rata y el Hada ocurre en una producción de 1877 en el Teatro Surrey. Esta producción enfrenta al archivillano Rey Rata contra la Reina de las Hadas, a quien el hada Beau Bell sirve como mensajera. El «Rey Rataplan (Rat-a-plan)» es mencionado incluso antes, junto con la «Reina Olivebranch» que asigna a Cupido para sacar a Dick Whittington de la pobreza, en un guion de Charles Millward para el Teatro Real, producción de Birmingham de 1870.
En algunas versiones, Dick y su gato Tommy viajan a Marruecos, donde el gato libra al país de las ratas. El sultán recompensa a Dick con la mitad de su riqueza.
La versión de pantomima sigue siendo popular hoy en día. Otras notables producciones de pantomima incluyeron una del año 1877 en el Teatro Surrey que se describe a continuación:
- 1872 en el Circuito de Broadway, con música de William H. Brinkworth.[83]
- 1877 en el Teatro Surrey de Londres, titulado Dick Whittington and His Cat; Or, Harlequin Beau Bell, Gog and Magog, and the Rats of Rat Castle, de Frank Green, con música de Sidney Davis, estreno el 24 de diciembre de 1877. Con el comediante Arthur Williams, Topsy Venn fue Dick, y David Abrahams,[v] como el gato. El «Harlequinade» también presentó a Tom Lovell como payaso.[84][80]
- 1891 de Geoffrey Thorne, con música de William H. Brinkworth en el Gran Teatro, con Lottie Collins.[85]
- 1894 en el Teatro Drury Lane, con un libreto de Cecil Raleigh y Henry Hamilton. El elenco incluía a Ada Blanche como Dick, Dan Leno como Jack el aprendiz ocioso, Herbert Campbell como Eliza la cocinera y Marie Montrose como Alice.[86]
- 1908 en el Theatre Royal, Drury Lane, con un libreto de J. Hickory Wood y Arthur Collins y música compuesta y arreglada por Arthur Collins. El elenco incluía a Queenie Leighton como Dick, Wilkie Bard como Jack Idle, Marie Wilson como Alice y George Ali como Mouser, el gato.[75]
- 1909, protagonizada por Tom Foy, Lupino Lane y Eric Campbell en el Teatro Shakespeare de Liverpool.
- 1910 en el King's Theatre Hammersmith, con un libreto de Leslie Morton. El elenco incluía a Kathleen Gray como Dick, Adela Crispin como Alice, Jack Hurst como el gato, Percy Cahill como Jack, Robb Wilton como el concejal Fitzwarren y Wee Georgie Wood como el hermano de Alice.[87]
- 1923 en el London Palladium. El elenco incluía a Clarice Mayne como Dick, Hilda Glyder como Alice, Fred Whittaker como el gato, y Nellie Wallace y Harry Weldon como los villanos.[88]
- 1931 en el Teatro Garrick. El elenco incluía a Dorothy Dickson como Dick, Jean Adrienne como Alice, Roy Barbour como el concejal Fitzwarren, Hal Bryan como el Jack ocioso, Harry Gilmore como el gato y Jack Morrison como Susan la cocinera.[89]
- 1932 en el Hipódromo de Londres. El elenco incluía a Fay Compton como Dick, Audrey Pointing como Alice, Fred Wynne como el concejal Fitzwarren, Johnny Fuller como el gato, Leslie Henson como Idle Jack.[90]
- 1935 en el Lyceum Theatre (Londres).[82]
- 2018 en el Teatro Roses, Tewkesbury donde Dick fue interpretado por Amy Bridges (Juana Seymour en Six), Laura Barnard interpretó a Alice, Ben Eagle (Hamlet, USA) interpretó a la cocinera chirriante llamada Sarah y Derek Frood (BBC Poldark) hizo el papel del Rey Rata.

### Otras adaptaciones
Versiones de obras de teatro dramáticas de la historia fueron escritas por Henry James Byron en 1861, y Robert Reece en 1871.
Se han creado varias versiones para televisión, incluyendo una versión de 2002 para la cadena ITV, escrita por Simon Nye y dirigida por Geoff Posner.

## Antigüedades y reliquias

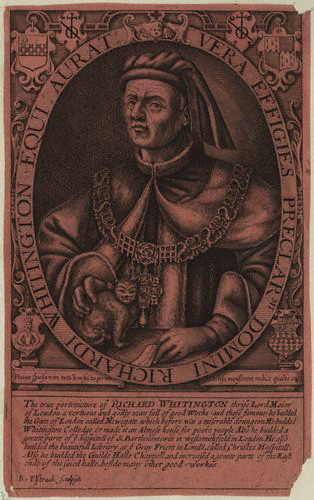
Richard Whittington con gato

Hay varias piezas de arte y arquitectura que se han utilizado para tratar de datar la asociación de Whittington a antes de la década de 1600. El grabado de Renold Elstracke que proporciona el retrato de Whittington con un gato fue atribuido en 1590 por algunos autores del siglo XIX. Una estatua de Newgate que afirmaba ser el gato de Whittington era en realidad una estatua de la diosa Libertas, y aunque hubo sugerencias de que fue hecha por los ejecutores del testamento de Whittington cuando reconstruyeron la prisión, la existencia de las estatuas antes del Gran Incendio de 1666 no puede ser establecida firmemente.
Otras reliquias son una tabla de relieve de un niño y un animal que se dice que se encontró en una casa que pertenecía a la familia, un carro con un gato tallado que fue un regalo de la familia.

### Pintura con gato

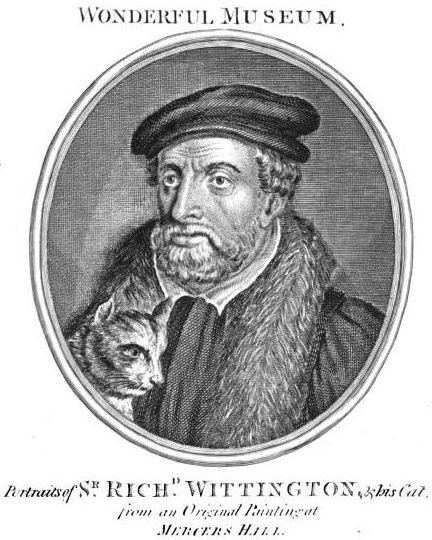
Richard Whittington con su gato, considerado un "retrato ficticio".
—Guillaume Philippe Benoist, grabado, de un cuadro perdido en el Salón de los Mercers, The New Wonderful Museum, and Extraordinary Magazine (1805).

Un retrato de Whittington que representa al alcalde con un gato, supuestamente de 1532, fue guardado en el Mercers' Hall.  El original se ha perdido, lo que llevó a Wheatley a comentar que la obra de arte desaparecida «apenas puede ser puesta en evidencia». Sin embargo, un facsímil de ella ha sido reproducido en el grabado del New Wonderful Museum (1805) editado por William Granger y James Caulfield.
El retrato que existía en el Mercers' Hall, con una fecha de 1536, había sido presenciado y descrito por James Peller Malcolm (m. 1815) en Londinium Redivivum, Vol. 4 (1807). El cuadro estaba en el apartamento del empleado de la Compañía de Mercers en el Mercers' Hall. Según Malcolm, este retrato de Whittington tenía «en la mano izquierda.. un gato blanco y negro, cuya oreja derecha llega hasta la banda o ancho que baja hasta la camisa de la figura». Malcolm admite que la fecha de 1536 había sido repintada en una fecha posterior después de que el lienzo fue recortado, pero comentó que «difícilmente se puede suponer» que esta fecha «fue entonces inventada».
Esta pintura había desaparecido cuando el rev. Samuel Lysons, que publicó la biografía del alcalde en 1860, pidió verla en el Mercer's Hall. Otro retrato estaba disponible para que lo viera, pero era más moderno y no correspondía a las descripciones de Malcolm. En el Mercer's Hall también se exhibió un retrato grabado de Whittington y su gato por Guillaume Philippe Benoist. El Benoist fue publicado en 1766, y según la leyenda, representa el retrato de Whittington y su gato que todavía está colgado en el Mercer's Hall.

### Grabado temprano con el gato
También hubo un temprano grabado de Renold Elstracke (1570 - después de 1625). Este grabado, titulado «Retrato verdadero» o Vera Effigies Preclarmi Domini Richardi Whittington Equi Aurat se reproduce en el recuadro de la obra de Lyson. El grabado no puede ser fechado definitivamente; Lysons señaló que el grabador floreció c. 1590, y esta es la fecha asignada por Walter Besant y James Rice, pero otras fuentes dan una fecha de 1605. En los grabados se puede leer "R. Elstrack Sculpsit" en la parte inferior, que está truncado en la reproducción de Lysons.
También se ha observado que el grabado representaba originalmente a Whittington con un cráneo bajo la mano, pero que había sido sustituido por un gato debajo, para satisfacer el gusto del público, «ya que la gente común no se preocupaba de comprar el grabado sin él».

### Estatua de Newgate
El anticuario Thomas Pennant creía que una estatua de Whittington con su gato fue instalada en una hornacina en Newgate en 1412, por los albaceas de la finca de Whittington, pero que fue dañada en el Gran incendio de 1666 y reemplazada. Lysons, y otros, habían dado algún crédito a esta declaración de Pennant. Pero muchas de las suposiciones de Pennant han sido objeto de correcciones y refutaciones.
Esta «afirmación de que una figura tallada de un gato existía en la cárcel de Newgate antes del gran incendio es una suposición sin fundamento», o así fue pronunciada por el historiador Charles Lethbridge Kingsford. El trabajo en Newgate en el legado de Whittington no comenzó durante su vida en 1412, sino en 1442. Una copia del testamento de Whittington guardado en el Guildhall que prescribe esto no menciona una estatua, o a él y a su gato.
Esta estatua era en realidad la Liberty femenina (Libertas tallada en el sombrero) con un gato a sus pies, pero era «alusiva» a Richard Whittington, como explicó Maitland. La piedra Liberty era una de un conjunto de siete, las otras eran Paz, Abundancia, Concordia y Justicia, Misericordia y Verdad.
Esta estatua de Whittington («estatua de la Libertad») fue derribada cuando el viejo Newgate estaba siendo demolido, en 1766 o 1776, para ser colocada en la nueva Prisión de Newgate. La estatua de la Libertad pudo ser vista más tarde en la nueva Prisión de Newgate, pero el gato no estaba con ella.

### Carro con gato tallado
También una carroza con un gato tallado, supuestamente presentada por los herederos de Whittington al gremio de comerciantes en 1572, estaba disponible para ser examinada por el biógrafo Samuel Lysons.

### Un chico y un gato de Gloucester
Se dice que en 1862 en el lugar de una antigua residencia de Whittington (en Gloucester), se desenterró un trozo de piedra, posiblemente de una chimenea, que contenía un bajo relieve de un niño que sostenía un gato. Supuestamente era de fabricación del siglo XV. La reliquia llegó a manos de Samuel Lysons. Besant y Rice llamaron a esto «prueba notable» de que la historia del gato estaba en la familia, pero Wheatley pensó que «este hallazgo, sin embargo, parece bastante sospechoso».  Esta obra de arte podría haber sido adquirida después de que la leyenda del gato se estableciera, como señala la folclorista americana Jennifer Westwood, y el supuesto «gato» se parecía más a un cordero para los demás. El gato se ha conservado en el Museo Folclórico de Gloucester, pero se ha retirado de la exposición.

## William Craven
William Craven fue alcalde de Londres en 1610. Se ha observado que la historia de Dick Whittington y su gato tiene algunas similitudes con la carrera de Craven, aunque la historia se publicó por primera vez antes de que Craven se convirtiera en Lord Mayor.

## Galería

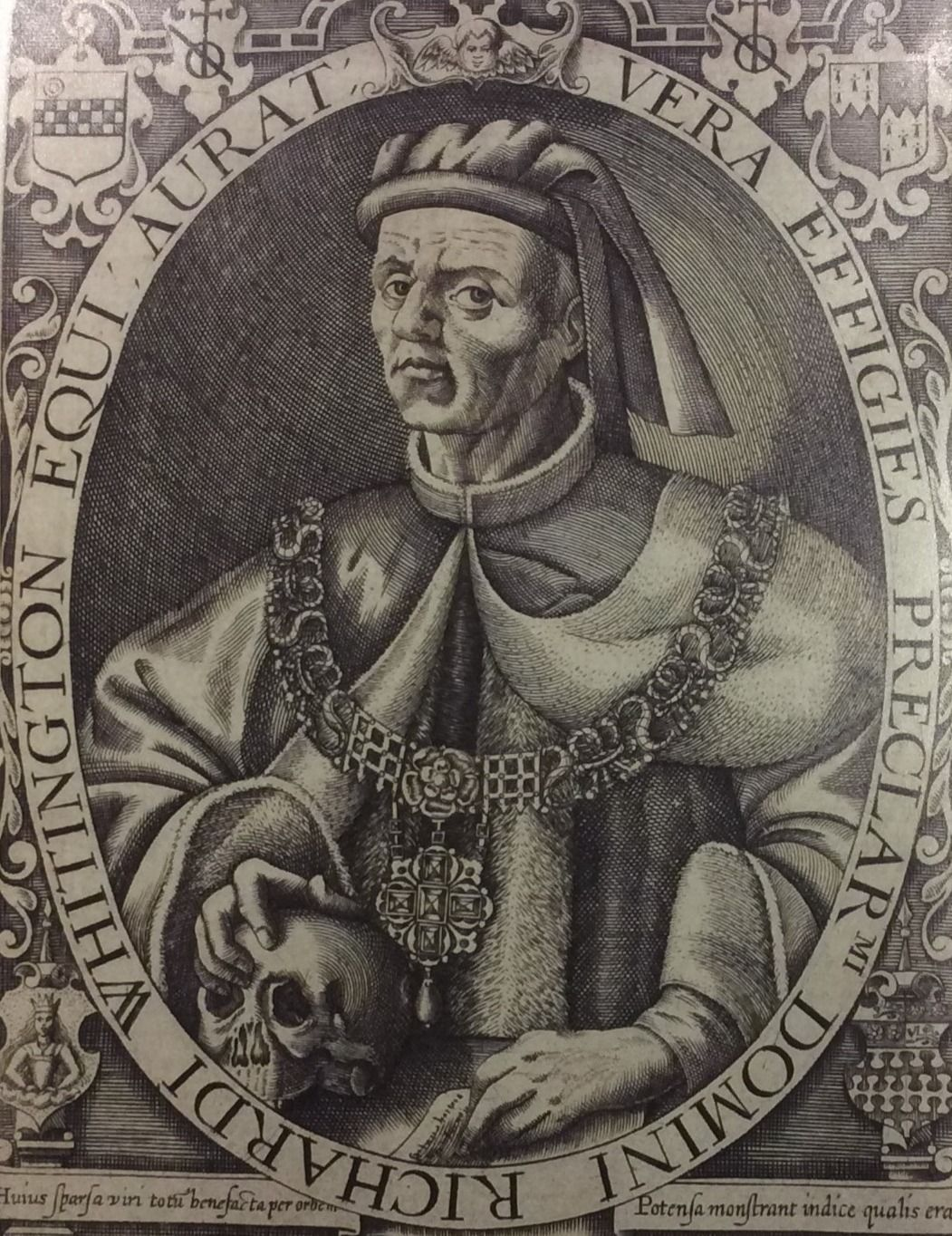
Retrato original con calavera, de Renold Elstracke hacia 1590, posiblemente 1605.
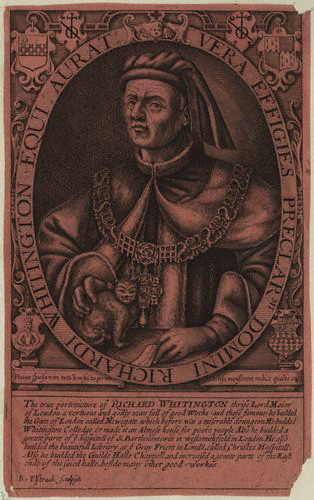
Peter Stent , vendedor de estampas de Elstracke, cambia el cráneo por un gato.
- William Luson Thomas suaviza el rostro de Whittington.
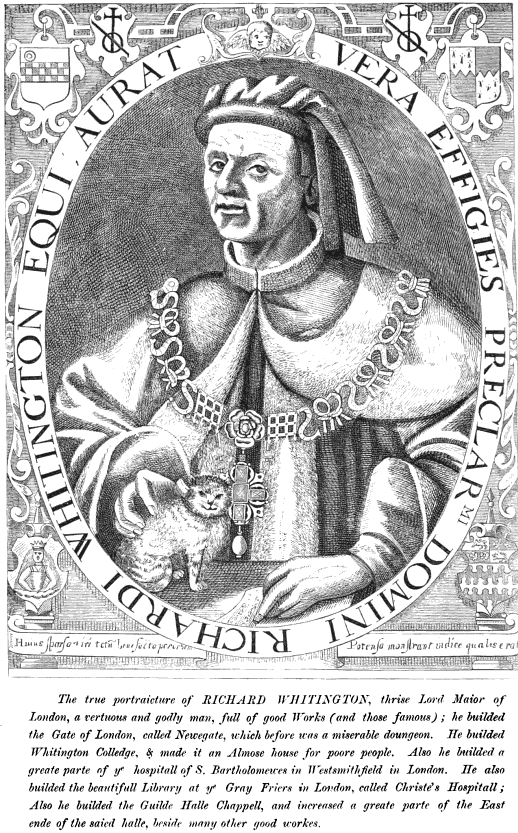
Versión de Samuel Lysons con un gato sonriente.